# Internet Broadway Database
Internet Broadway Database (IBDB) är en onlinedatabas över scenproduktioner på Broadway-teatrar och de iblandande människorna. Den sköts av reasearch-avdelningen vid The Broadway League, en branschorganisation för de kommersiella teatrarna i Nordamerika.